# Рамана

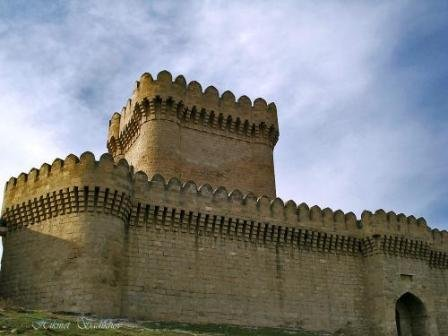

Рамана́ або Рамани' (азерб. Ramana) — селище на Апшеронському півострові, в Сабунчійському районі Бакинської агломерації. Населення — 8.8 тисяч людей(оцінка,2005 року).

## Історія
За однією з версій село було засновано в 84-96 роках римськими солдатами, що розбили тут табір. А його назва відповідно «римське село».Цієї точки зору дотримувався азербайджанський історик Сара Ашурбейлі.

## Пам'ятки
Неподалік от села, на скелі розташована фортеця заввишки 15 метрів. Товщина стін фортеця — 1.5 метрів, над ним височіє прямокутна вежа(9 х 7.5 метрів). В селі є мечеть, яка побудована в 1323 року. Аббаскули Бакиханов відмічав, що в 1842 року наявність в Рамане залишків ханського палацу  XVI–XVII веків.
Населення села в 1842 року складало 323 людин, и 873 людин в — 1886 року, потім стало нестримно рости у зв'язку з виявленням нафти
В Радянський час у селі діяв завод з виробництва йода